# Timothy Moxon
Timothy Napier „Tim“ Moxon (* 2. Juni 1924 in Kent, England; † 5. Dezember 2006 in Montego Bay, Jamaika) war ein britischer Schauspieler und Gastwirt. Bekannt wurde er durch seine Rolle des John Strangways in dem ersten James-Bond-Film James Bond jagt Dr. No (1962).

## Leben
Moxon wurde in Kent, England geboren und diente im Zweiten Weltkrieg bei der Royal Air Force. Dort wurde er in Kanada als Pilot ausgebildet. Nach dem Krieg spielte er im Theater und gründete mit seinem Bruder Oliver Moxon das New Torch Theatre in London. Sein Bruder war als Pilot bei BEA und bei einem landwirtschaftlichen Pflanzenunternehmen im Sudan und in Jamaika tätig.
Moxon arbeitete als Pilot in Jamaika, als er zufällig in einem Hotel in Kingston den Regisseur Terence Young traf. Young bot ihm zu Beginn des Filmes eine kleine Rolle als britischer Agent an, der sein Kartenspiel verlässt, um einen Anruf entgegenzunehmen und von drei Attentätern ermordet wird, die sich als blinde Männer ausgeben. Es stellt sich heraus, dass der britische Agent getötet wurde, weil er die Machenschaften von Dr. Julius No untersuchte.
1967 spielte Moxon in einem anderen Film mit.
Verheiratet war Moxon mit Margaret Stewart-Glass.
Am 5. Dezember 2006 starb er im Alter von 82 Jahren. Er hinterließ einen Sohn, zwei Töchter und fünf Enkelkinder.

## Filmografie
- 1962: James Bond – 007 jagt Dr. No
- 1967: Come Spy with Me